# Rubén Correa
Rubén David Correa Montenegro (* 25. Juli 1941 in Lima, Peru) ist ein ehemaliger peruanischer Fußballtorwart.

## Karriere

### Verein
Correa begann seine professionelle Spielerkarriere 1962 in Lima bei Sporting Cristal aus dem Stadtbezirk Rímac. Ein Jahr später wechselte er zu Universitario de Deportes. Für diesen Verein spielte er bis 1971. In dieser Zeit gewann er fünfmal die peruanische Meisterschaft und wurde zweimal Vizemeister. 1972 beendete er bei Defensor Lima aus dem Stadtbezirk Breña seine aktive Laufbahn. 

### Nationalmannschaft
Zwischen 1967 und 1970 bestritt Rubén Correa vier Spiele für die peruanische Fußballnationalmannschaft.
Er gehörte zum peruanischen Aufgebot bei der Fußball-Weltmeisterschaft 1970 in Mexiko. Als Ersatzmann für Luis Rubiños kam er im Verlauf des Turniers jedoch nicht zum Einsatz.

## Erfolge
- Peruanischer Meister: 1964, 1966, 1967, 1969 und 1971